# Spitalul Clinic Colțea
Spitalul Clinic Colțea este un spital din București situat în sectorul 3 al municipiului. Unitate medicală cu tradiție, spitalul a fost locul în care au profesat mari nume românești în domeniul medical precum Nicolae Crețulescu, cel care a pus aici bazele școlii de microchirurgie. Spitalul Colțea a fost una din primele baze de învățământ medical din România.
Spitalul Colțea a avut încă de la începutul secolului al XVIII-lea un statut de spital orășenesc, (nu simplă bolniță) ce funcționa după modelul european.[1]
[1] V.l. Bologa, Din istoria medicinii romînești și universale, Editura Academiei Republicii Populare Române,1962- C Șerban, Spitalul Colțea în prima jumătate a secolului al XVIII-lea, p.174

## Istoric
A fost primul spital din București, construit la 14 decembrie 1704, din inițiativa spătarului Mihai Cantacuzino, pentru a fi un spital pentru săraci. Organizarea și funcționarea spitalului s-a făcut după modelul spitalului Ospedale di S. Lazzaro e Mendicanti din Veneția. 
În anul 1716 este menționat ca farmacist la Spitalul Colțea Johann Stanislaus Gratovsky.
Primele spitale nu reprezintă spitalele de astăzi ci sunt instituții specializate în problemele oamenilor săraci bolnavi sau infirmi. Primul astfel de loc din Țările Române extracarpatice ia naștere în prima jumătate a secolului al XVII-lea în Suceava dar poate cele mai interesante și importante sunt Colțea, Pantelimonul și spitalul Sf. Spiridon din Iași. Cele trei așezăminte sunt mari complexuri monastice unde săracul își păstrează valoarea spirituală iar copiii săraci beneficiau de mici, dădeau de pomană oamenilor ce nu se puteau întreține, ajutau în fiecare an fete sărace să se mărite, contribuiau la răscumpărarea prizonierilor și plăteau taxele de hirotonisire preoților săraci. Mănăstirea Colțea a fost construită la sfârșitul secolului al XVII-lea sau la începutul secolului al XVIII-lea de către familia Cantacuzino prin spătarul Mihai Cantacuzino. Ca majoritatea spitalelor ridicate pentru săraci în această perioadă rolul pe care îl are acest așezământ este acela de a-i ajuta pe cei bogați să își răscumpere greșelile ajutându-i pe săraci. Și în Țările Române săracii nu au alt rol decât de a-i ajuta pe cei bogați să-și găsească iertarea păcatelor. Spitalul era gestionat de opt epitropi, patru primari și patru secundari, care erau supravegheați de marele vornic și marele logofăt, aceștia supravegheau, dar nu puteau să intervină, sarcina lor era de a media relația dintre epitropi și domnie. Cei patru epitropi primari țineau evidențele contabile și răspundeau în fața celor secundari o dată pe an, aceștia erau iertați de dările către vistieria regală. 
În incinta mănăstirii, ridicată în perioada 1695-1697, începând cu acest ultim an, spătarul a ridicat un spital cu 24 de paturi după modelul vechiului spital venețian „Santo Lazzaro e Medicanti”, spițerie „cu felurite leacuri și felurite buruieni tămăduitoare”, casă pentru chirurg, școală, odăi pentru dascăli și alte acareturi toate acestea fiind gata pe la 1714-1715 când nepotul său Ștefan le-a împrejmuit pe toate cu un zid. Pe la 1746 cei opt epitropi ai mănăstirii Colțea au considerat că este necesar să crească veniturile veniturile așezămintelor ridicând un han care se afla, după cum indică planul maiorului Borroczyn întocmit între 1847-1852, aproximativ pe actuala stradă a Doamnei, pe partea stângă cum privim din bulevard, înglobând în curtea sa și biserica Sf. Prooroc Ilie (azi Biserica Bulgară). Perioada de glorie a hanului n-a durat prea mult. După 1785, dată până la care se numărase printre hanurile de frunte ale Bucureștilor, datorită deselor ocupații străine, cutremurelor și incendiilor, dar și nepăsării unor epitropi mai puțin gospodari Hanul Colței începe, încet-încet a se ruina, până când, la exact 100 de ani de la construirea sa este demolat. Biserica și spitalul au fost afectate de un incendiu în 1739 dar au fost refăcute. Cutremurul din 1802, dar și nepăsarea unor epitropi mai puțin gospodari au dus la ruinarea fostului spital, care avea să fie reconstruit în anul 1836 după planurile arhitecților Conrad Schwink și Faiser, construcția fiind isprăvită la 1842. 

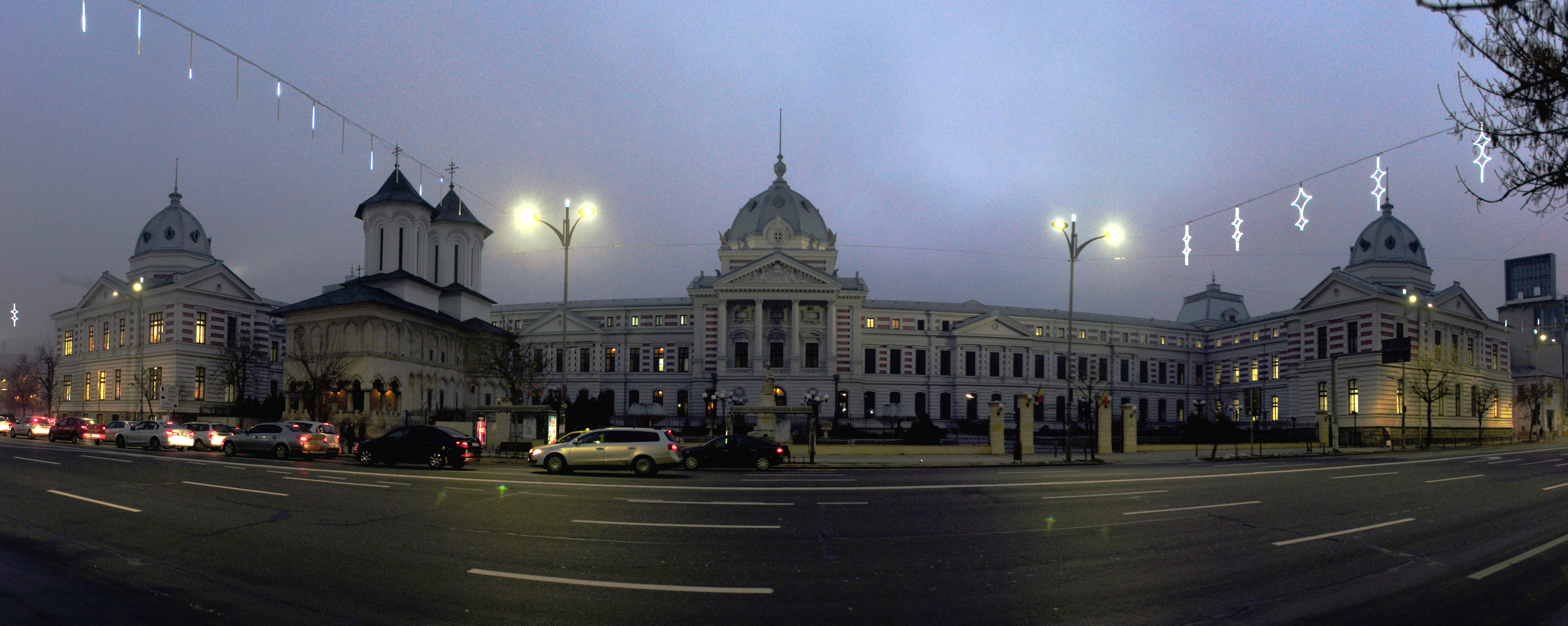
Spitalul Colțea, 2014

Nici această clădire nu a rezistat mult fiind la rândul său demolată și înlocuită, la 1887, cu cea pe care o vedem și astăzi. Spitalul se află astăzi în plin proces de renovare. Nicolae Iorga și Nicolae Vatamanu văd în complexul Colțea o copie a spitalelor venețiene S.S. Pietro e Paolo și Ospedale di S. Lazzaro, spitale venețiene care aveau unicul rol de a închide săracii și cerșetorii pentru a nu împânzii locurile publice, acesta semănau mai mult cu niște penitenciare decât cu spitale care ajutau oamenii bolnavi. Complexul nu este mare, iar numărul redus de paturi pentru bolnavi arată că este mai degrabă în faza incipientă de experiment și nu un spital, cu rolul de a elimina cerșetorii de pe străzi de mărimea spitalelor venețiene amintite mai sus. Trebuie să menționăm că spitalul pentru săraci nu avea un buget propriu ci primea un procent care varia între 17% și 34% din bugetul întregii mănăstiri Colțea și se descurca cu ajutorul donațiilor făcute de clasele superioare. Practic erau două spitale unul pentru 12 bărbați săraci și străini bolnavi și unul pentru 12 femei sărace și bolnave, pentru cei din clasa de mijloc care nu își puteau însă permite îngrijiri în altă parte exista o chilie potrivită pentru ei și nu erau obligați să stea în spital. Este greu să încadrăm spitalul într-o categorie specifică în mare parte pentru că nu existe documente care să ateste ce se dorea exact de la acest spital, singurul lucru pe care îl putem face este să tragem concluzii din datele oferite. Spitalul este construit în mare parte în jurul ideii de ajutorare reciprocă și a spiritului creștin, religios. Dar cu toate astea este extrem de greu să nu observăm că un taler pe zi pentru necesarele a 24 de bolnavi nu este o sumă care să asigure și hrana  și îngrijirea medicală a acestora. Spitalul Colțea era format din așezămintele în care erau tratați săracii și o școală, iar cu toate că erau tratați și oameni care nu făceau parte din clasa de jos, nu stăteau în același loc cu ceilalți bolnavi,  pentru săraci complexul semăna mai mult cu un azil decât cu un spital. Cu toate asemănările dintre spitalul Colțea și spitalele venețiene este greu să îl încadram exact într-o categorie clară în mare parte din lipsa datelor, nu se cunoaște nivelul pauperismului din acea perioadă iar în aceste condiții nu putem să știm dacă rolul spitalului, privind capacitatea lui redusă nu este mai degrabă decât un test pentru a putea cât de bine ar funcționa sau dacă este chiar o  încercare de ajutorare a persoanelor nevoiașe.
Spitalul a funcționat în trecut și ca sediu al Eforiei Spitalelor și al Direcției Sanitare a Municipiului București.

### Premiere medicale naționale
La nivel național, la Spitalul Colțea au avut loc:
- prima anestezie cu eter pe mască și prima operație de cataractă sub anestezie cu eter (1847);
- primele rahianestezii cu cocaină (1873);
- anestezia generala prin intubație;
- tehnici operatorii noi: craniotomie, splenectomie, prostatectomie, anevrisme arteriale, rezecții de lanț simpatic cervico-toracic, esofagoplastie cu tub gastric.[5]

De asemenea, spitalul a găzduit primul laborator de chirurgie experimentală din România, unde au avut loc următoarele premiere: 
- comisurotomia în stenoza mitrală (1953)
- intervenții pe vase mari (1954)
- rezecții hepatice (1959)[5]

La nivel internațional, au avut loc următoarele premiere: 
- sutura abdomenului în straturi anatomice (1873)
- decapitarea femurului în luxații ireductibile (1877)
- operație pentru buza de iepure (1897)
- sutura nervilor la distanță (1891)
- limfadenocolpohisterectomia lărgită în cancerul de col (Th. Ionescu – 1902)
- principiile rezecției gastrice în afecțiuni necanceroase (1905)
- rahianestezia cu stovaină in regiunea cervicalã (1908)
- tehnici operatorii pentru cataractă (1895, 1901)
- transplant de maseter în paralizia facială (1934)
- reactivul pentru dozarea fenolului (1930)
- conceptul de iminență de infarct (1947)[5]

La Spitalul Colțea s-au realizat și primele radiografii din România, în 1896, la un an după descoperirea făcută de către Wilhelm Röntgen, iar pentru prima oară în România s-a înființat, în 1910, în cadrul spitalului, Institutul de Radium pentru tratamentul pacienților cu cancer, folosind brahiterapia.

## Dotări
În prezent, spitalul dispune de multiple specializări, printre care medicină internă, chirurgie generală, oncologie, radioterapie, hematologie, anestezie și terapie intensivă și otorinolaringologie. Acesta mai dispune de un ambulator integrat cu cabinete de specialitate (cu cabinete funcționale de cardiologie, medicină internă, ORL, chirurgie, hematologie, endocrinologie, neurologie, psihiatrie, boli infecțioase, alergologie, dermatologie, obstretică-ginecologie și radioterapie), un ambulator special pentru sportivi și diverse laboratoare. Ambulatorul de specialitate pentru sportivi funcționează în incinta fostului Centru Medical Vitan.
Spitalul este dotat și cu un număr de patru camere de gardă, pentru specializările chirurgie, hematologie, ORL și medicină internă.
În cadrul secției de anestezie și terapie intensivă, spitalul Colțea deține saloane de terapie intensivă și postoperatorii cu o capacitate totală de 15 locuri.